# Alain Escoffier
Alain Escoffier (Parigi, 25 ottobre 1949 – Suresnes, 11 febbraio 1977) è stato un attivista francese, militante di destra.

## Biografia
Appartenente al Parti des forces nouvelles, partito politico di estrema destra francese, era impiegato di banca e marito di una rifugiata della Germania dell'Est.
Con l'annuncio ufficiale dell'arrivo in Francia del presidente sovietico Leonid Il'ič Brežnev in primavera, nella prima metà del 1977 vi fu una recrudescenza dell'attivismo anti-comunista e anti-sovietico.
Il 10 febbraio 1977, trentesimo anniversario dei Trattati di Parigi, a 27 anni si diede fuoco sugli Champs-Élysées davanti alla sede dell'Aeroflot, la linea aerea sovietica, al grido di "Communistes assassins" («Comunisti assassini»).
Il suo gesto, che voleva attirare l'attenzione sulle atrocità del comunismo e sulla divisione dell'Europa in due blocchi, intendeva richiamare quello del giovane studente cecoslovacco Jan Palach e degli altri che seguirono il suo esempio durante la Primavera di Praga, morendo suicidi.

## Media
Il gruppo di musica non conforme  italiano Compagnia dell'Anello gli ha dedicato una canzone intitolata appunto Alain Escoffier (o, in un'altra versione, Champs Élysées).